# Diecezja Rio Branco
Diecezja Rio Branco (łac. Dioecesis Fluminis Albi Superioris, port. Diocese de Rio Branco) – rzymskokatolicka diecezja ze stolicą w Rio Branco w stanie Acre, w Brazylii. Biskupstwo Rio Branco jest sufraganią archidiecezji Porto Velho.
W 2011 w diecezji służyło 24 zakonników i 98 sióstr zakonnych.

## Historia
4 października 1919 papież Benedykt XV bullą Ecclesiae universae erygował prałaturę terytorialną Acre i Purus. Dotychczas wierni z tych terenów należeli do diecezji amazońskiej (obecnie archidiecezja Manaus).
Od 10 grudnia 1926 do 26 kwietnia 1958 prałatura nosiła nazwę prałatura terytorialna São Peregrino Laziosi no Alto Acre e Alto Purus po czym powróciła do nazwy poprzedniej.
15 lutego 1986 papież Jan Paweł II wyniósł prałaturę terytorialną Acre i Purus do rangi diecezji i nadał jej obecną nazwę.

## Ordynariusze

### Prałaci Acre i Purus
- Geraldo Van Caloen OSB[1] (1906 - 1907) następnie mianowany opatem Nossa Senhora do Monserrate do Rio de Janeiro
- Próspero M. Gustavo Bernardi SM[2] (1919 - 1926)

### Prałaci São Peregrino Laziosi no Alto Acre e Alto Purus
- Próspero M. Gustavo Bernardi (1926 - 1940)
  - Antônio Julio Maria Mattioli SM (1941 - 1948) administrator apostolski
- Antônio Julio Maria Mattioli SM[3] (1948 - 1958)

### Prałaci Acre i Purus
- Antônio Julio Maria Mattioli SM (1958 - 1962)
- Giocondo Maria Grotti OSM[3] (1962 - 1971)
- Moacyr Grechi OSM[4] (1972 - 1986)

### Biskupi Rio Branco
- Moacyr Grechi OSM (1986 - 1998) następnie mianowany arcybiskupem Porto Velho
- Joaquín Pertiñez Fernández OAR[4] (1999 - nadal)